# Sydney International 2022
Sydney International 2022 var den 128:e upplagan av Sydney International, en tennisturnering i Sydney, Australien. Turneringen var en del av 250 Series på ATP-touren 2022 och WTA 500 på WTA-touren 2022 och spelades utomhus på hard courten NSW Tennis Centre mellan den 10–15 januari 2022.

## Mästare

### Herrsingel

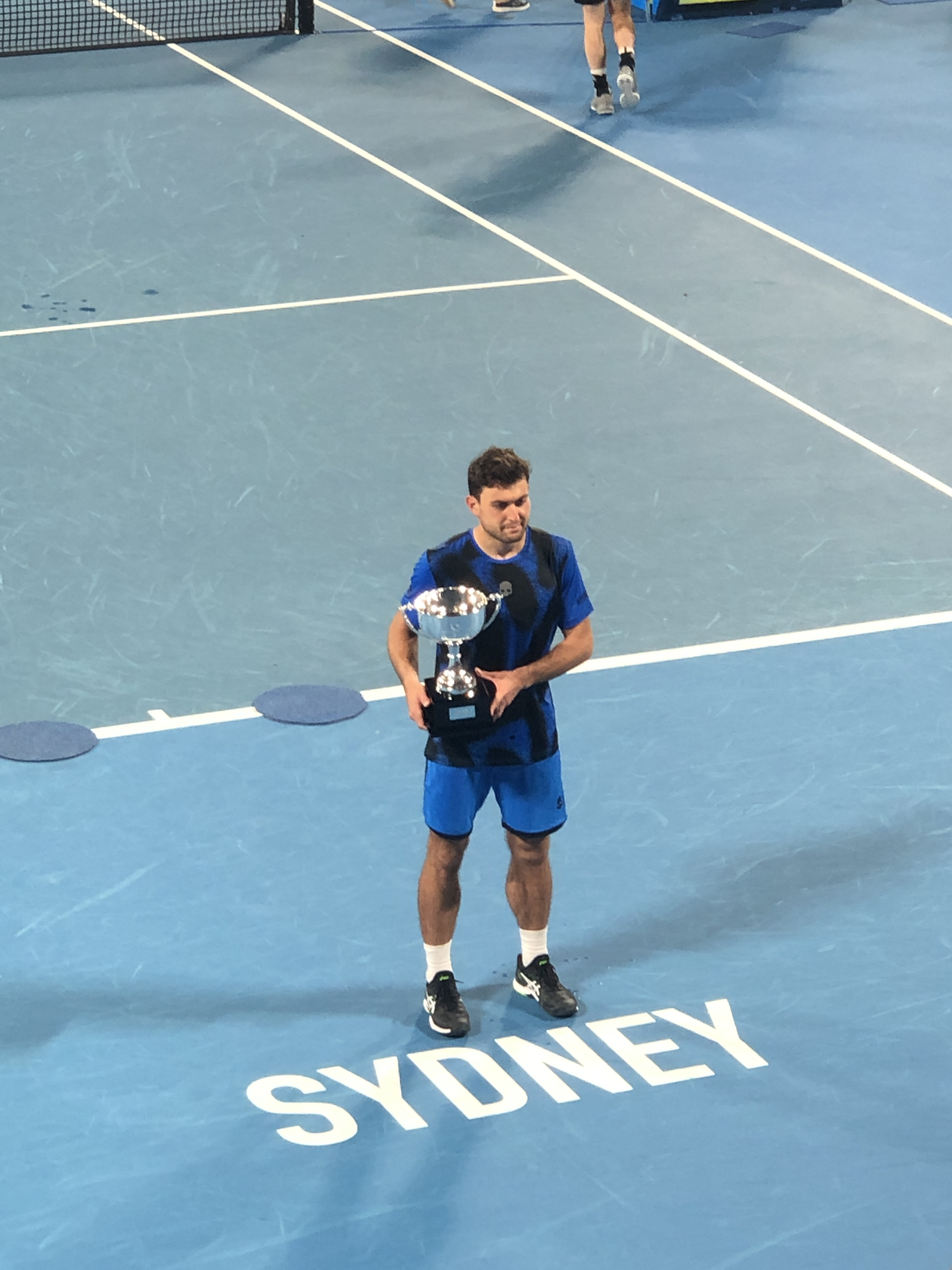
Mästaren i herrsingeln, Aslan Karatsev.

- Aslan Karatsev besegrade  Andy Murray 6–3, 6–3
- Det var årets första singeltitel för Karatsev och hans totalt tredje titel.

### Damsingel

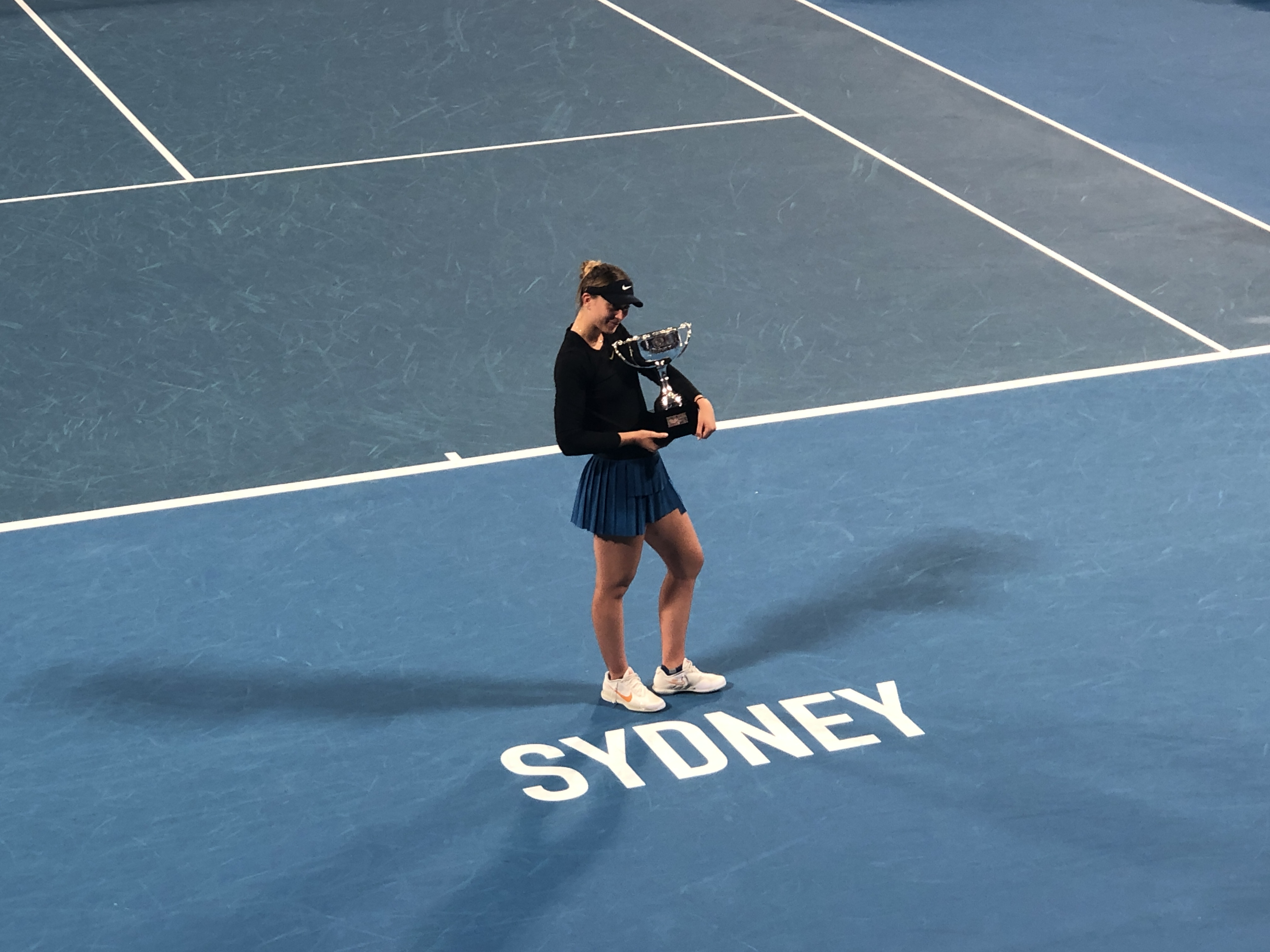
Mästaren i damsingeln, Paula Badosa.

- Paula Badosa besegrade  Barbora Krejčíková 6–3, 4–6, 7–6(7–4)

### Herrdubbel
- John Peers /  Filip Polášek besegrade  Simone Bolelli /  Fabio Fognini, 7–5, 7–5

### Damdubbel
- Anna Danilina /  Beatriz Haddad Maia besegrade  Vivian Heisen /  Panna Udvardy 4–6, 7–5, [10–8]

## Poäng och prispengar

### Poängfördelning
| Gren       | Mästare | Final | Semifinal | Kvartsfinal | Åttondelsfinal | Sextondelsfinal | Kvalificerad till huvudturneringen | Kvalomgång 2 | Kvalomgång 1 |
| Herrsingel | 250     | 150   | 90        | 45          | 20             | 0               | 12                                 | 6            | 0            |
| Herrdubbel | 250     | 150   | 90        | 45          | 0              | i.u.            | i.u.                               | i.u.         | i.u.         |
| Damsingel  | 470     | 305   | 185       | 100         | 55             | 1               | 25                                 | 13           | 1            |
| Damdubbel  | 470     | 305   | 185       | 100         | 1              | i.u.            | i.u.                               | i.u.         | i.u.         |

### Prispengar
| Gren         | Mästare   | Final    | Semifinal | Kvartsfinal | Åttondelsfinal | Sextondelsfinal | Kvalomgång 2 | Kvalomgång 1 |
| Herrsingel   | 87 370 $  | 48 365 $ | 27 220 $  | 15 490 $    | 8 890 $        | 5 200 $         | 2 540 $      | 1 320 $      |
| Herrdubbel * | 23 370 $  | 13 210 $ | 7 630 $   | 4 320 $     | 2 540 $        | 1 520 $         | i.u.         | i.u.         |
| Damsingel    | 108 000 $ | 66 800 $ | 39 000 $  | 18 685 $    | 10 000 $       | 6 750 $         | 5 020 $      | 2 585 $      |
| Damdubbel *  | 36 200 $  | 22 000 $ | 12 500 $  | 6 500 $     | 3 900 $        | i.u.            | i.u.         | i.u.         |

*per lag

## Tävlande i herrsingeln

### Seedning
| Land           | Spelare              | Rank1 | Seedning |
| -------------- | -------------------- | ----- | -------- |
| Ryssland       | Aslan Karatsev       | 20    | 1        |
| Georgien       | Nikoloz Basilasjvili | 23    | 2        |
| Storbritannien | Dan Evans            | 24    | 3        |
| Italien        | Lorenzo Sonego       | 25    | 4        |
| USA            | Reilly Opelka        | 30    | 5        |
| Italien        | Fabio Fognini        | 32    | 6        |
| Argentina      | Federico Delbonis    | 38    | 7        |
| Serbien        | Dušan Lajović        | 39    | 8        |

1 Rankingen är per den 3 januari 2022.

### Övrig spelarinformation
Följande spelare fick ett wild card till turneringen:
- Nick Kyrgios [3]
- Andy Murray
- Jordan Thompson

Följande spelare fick dispens att deltaga i turneringen:
- Maxime Cressy

Följande spelare kvalificerade sig genom kvalturneringen:
- Sebastián Báez
- Viktor Durasovic
- Christopher O'Connell
- Jiří Veselý

Följande spelare kvalificerade sig som lucky losers:
- Daniel Altmaier
- Denis Kudla
- Stefano Travaglia

### Spelare som dragit sig ur
Innan turneringens start
- Roberto Bautista Agut → ersatt av  Alexei Popyrin
- Alex de Minaur → ersatt av  Miomir Kecmanović
- Taylor Fritz → ersatt av  Marcos Giron
- Cristian Garín → ersatt av  Adrian Mannarino
- Ilya Ivashka → ersatt av  Hugo Gaston
- Filip Krajinović → ersatt av  Brandon Nakashima
- Nick Kyrgios → ersatt av  Daniel Altmaier
- Kei Nishikori → ersatt av  Stefano Travaglia
- Albert Ramos Viñolas → ersatt av  Denis Kudla
- Dominic Thiem → ersatt av  Pedro Martínez

Under turneringens gång
- David Goffin

## Tävlande i herrdubbeln

### Seedning
| Land           | Spelare              | Land          | Spelare           | Rank1 | Seedning |
| -------------- | -------------------- | ------------- | ----------------- | ----- | -------- |
| Kroatien       | Nikola Mektić        | Kroatien      | Mate Pavić        | 3     | 1        |
| Colombia       | Juan Sebastián Cabal | Colombia      | Robert Farah      | 20    | 2        |
| Australien     | John Peers           | Slovakien     | Filip Polášek     | 22    | 3        |
| Tyskland       | Tim Pütz             | Nya Zeeland   | Michael Venus     | 33    | 4        |
| Storbritannien | Jamie Murray         | Brasilien     | Bruno Soares      | 35    | 5        |
| Tyskland       | Kevin Krawietz       | Tyskland      | Andreas Mies      | 63    | 6        |
| El Salvador    | Marcelo Arévalo      | Nederländerna | Jean-Julien Rojer | 69    | 7        |
| Kazakstan      | Andrey Golubev       | Kroatien      | Franko Škugor     | 81    | 8        |

- 1 Rankingen är per den 3 januari 2022.

### Övrig spelarinformation
Följande dubbelpar fick ett wild card till turneringen:
- Moerani Bouzige /  Matthew Romios
- Nick Kyrgios /  Michail Pervolarakis

Följande dubbelpar deltog i turneringen med skyddad ranking:
- Daniel Altmaier /  Andreas Seppi

### Spelare som dragit sig ur
Innan turneringens start
- Simone Bolelli /  Máximo González → ersatt av  Simone Bolelli /  Fabio Fognini
- Marco Cecchinato /  Andreas Seppi → ersatt av  Daniel Altmaier /  Andreas Seppi
- Marcus Daniell /  Marcelo Demoliner → ersatt av  Marcus Daniell /  Denis Kudla
- Oliver Marach /  Jonny O'Mara → ersatt av  Fabrice Martin /  Jonny O'Mara

Under turneringens gång
- Marcus Daniell /  Denis Kudla
- Nick Kyrgios /  Michail Pervolarakis
- Nikola Mektić /  Mate Pavić

## Tävlande i damsingeln

### Seedning
| Land       | Spelare            | Rank1 | Seedning |
| ---------- | ------------------ | ----- | -------- |
| Australien | Ashleigh Barty     | 1     | 1        |
| Spanien    | Garbiñe Muguruza   | 3     | 2        |
| Tjeckien   | Barbora Krejčiková | 5     | 3        |
| Estland    | Anett Kontaveit    | 7     | 4        |
| Spanien    | Paula Badosa       | 8     | 5        |
| Polen      | Iga Świątek        | 9     | 6        |
| Tunisien   | Ons Jabeur         | 10    | 7        |
| USA        | Sofia Kenin        | 12    | 8        |
| Kazakstan  | Jelena Rybakina    | 14    | 9        |

1 Rankingen är per den 3 januari 2022.

### Övrig spelarinformation
Följande spelare fick ett wild card till turneringen:
- Priscilla Hon
- Astra Sharma

Följande spelare kvalificerade sig genom kvalturneringen:
- Magdalena Fręch
- Beatriz Haddad Maia
- Giuliana Olmos
- Elena-Gabriela Ruse
- Anna Karolína Schmiedlová
- Ena Shibahara

Följande spelare kvalificerade sig som lucky losers:
- Océane Dodin
- Fiona Ferro

### Spelare som dragit sig ur
Innan turneringens start
- Ashleigh Barty → ersatt av  Fiona Ferro
- Leylah Fernandez → ersatt av  Ajla Tomljanović
- Simona Halep → ersatt av  Zhang Shuai
- Angelique Kerber → ersatt av  Darja Kasatkina
- Anastasija Pavljutjenkova → ersatt av  Jekaterina Aleksandrova
- Maria Sakkari → ersatt av  Jeļena Ostapenko
- Iga Świątek → ersatt av  Océane Dodin

Under turneringens gång
- Jelena Rybakina
- Ons Jabeur

## Tävlande i damdubbeln

### Seedning
| Land     | Spelare            | Land   | Spelare                  | Rank1 | Seedning |
| -------- | ------------------ | ------ | ------------------------ | ----- | -------- |
| Tjeckien | Barbora Krejčíková | Kina   | Zhang Shuai              | 10    | 1        |
| Japan    | Shuko Aoyama       | Japan  | Ena Shibahara            | 10    | 2        |
| Kanada   | Gabriela Dabrowski | Mexiko | Giuliana Olmos           | 25    | 3        |
| Chile    | Alexa Guarachi     | USA    | Nicole Melichar-Martinez | 25    | 4        |

- 1 Rankingen är per den 3 januari 2022.

### Övrig spelarinformation
Följande dubbelpar fick ett wild card till turneringen:
- Isabella Bozicevic /  Alexandra Osborne
- Michaela Haet /  Lisa Mays

### Spelare som dragit sig ur
Innan turneringens start
- Anna Bondár /  Arantxa Rus → ersatt av  Arantxa Rus /  Astra Sharma
- Natela Dzalamidze /  Vera Zvonarjova → ersatt av  Jekaterina Aleksandrova /  Natela Dzalamidze
- Darija Jurak Schreiber /  Andreja Klepač → ersatt av  Darija Jurak Schreiber /  Desirae Krawczyk
- Desirae Krawczyk /  Bethanie Mattek-Sands → ersatt av  Alison Bai /  Alicia Smith
- Jessica Pegula /  Storm Sanders → ersatt av  Vivian Heisen /  Panna Udvardy
- Samantha Stosur /  Zhang Shuai → ersatt av  Barbora Krejčíková /  Zhang Shuai

Under turneringens gång
- Alison Bai /  Alicia Smith